# Corpus juris canonici
Pour les articles homonymes, voir CJC et CIC.
Le Corpus juris canonici (CJC) ou Corpus iuris canonici (CIC), littéralement Corpus de droit canonique, est un ensemble de textes qui constituait le droit canonique catholique en vigueur entre 1582 et 1917.

## Élaboration
L'élaboration de ce Corpus commence avec le travail de codification privée appelé décret de Gratien, du nom d'un moine de Bologne, au Nord de l'Italie,  à qui cette œuvre est attribuée. Le nom de Corpus juris canonici se répand surtout au début du XVIe siècle à l'initiative du juriste et imprimeur-libraire parisien Jean Chappuis. Le choix même du nom s'inscrit dans la tradition du droit romain, celle du Corpus juris civilis, dont cette codification se veut le pendant canonique. 
Pie IV et surtout Pie V ont eu l'idée de corriger et de compléter cette entreprise en lui donnant un caractère officiel. Le second nomme donc en 1566 une commission de cardinaux, aidés par des correctores romani.
En 1580, le Corpus est publié par le bref Quum pro munere et rendu obligatoire par le bref Emendationem decretorum du 2 juin 1582.

## Composition
Le Corpus est constitué des textes suivants : 
- le décret de Gratien (Decretum Gratiani), qui en est la base ;
- les décrets contenus dans De Judaeis instituant des mesures contre les Juifs[2] ;
- les cinq livres formant la collection des décrétales : les décrétales de Grégoire IX (Decretales Gregorii IX), compilées par Raymond de Peñafort ; le Sexte (Liber Sextus) ; les Clémentines (Clementinae) ; les Extravagantes de Jean XXII (Extravagantes Johannis XXII) ; les Extravagantes communes (Extravagantes Communes).

## Uncorpusfigé
Après sa promulgation officielle, le Corpus ne sera jamais modifié et constituera la base du droit officiel de l'Église catholique latine jusqu'au Code de droit canonique de 1917. Cette situation contribue à figer le droit canonique.
En fait, tous les autres textes, qu'il s'agisse des canons des conciles œcuméniques depuis celui de Pise, ou des autres actes des papes ou de la Curie sont absents du Corpus, dont très peu de dispositions ont été officiellement abrogées.
À l'occasion du premier concile du Vatican, les évêques, notamment les Français, protestent contre la complexité du système, ce qui provoque l'élaboration du Code de 1917.

## Sources
- Patrick Valdrini, Jean-Paul Durand, Olivier Échappé, Jacques Vernay, Droit canonique, 1999, nos 23-25.
- Gérard Giordanengo, « Droit canonique », dans Jacques Berlioz (dir.), Identifier sources et citations, Brepols, Turnhout, 1994, p. 145-176 (spécialement p. 170-176)  (ISBN 2-503-50311-X)